# Egerndrengen
Egerndrengen (originaltitel: Squirrel Boy) er en tegneserie, som blev sendt på Cartoon Network fra 2006 til 2008.

## Danske stemmer
- Adam – Pauline Rehné
- Ronni – Jens Jacob Tychsen
- Karl – Troells Toya
- Adams Mor Lucille – Vibeke Dueholm
- Leo – Troells Toya
- Marlene – Vibeke Dueholm
- Kaptajn Kaj – Troells Toya